# 828
828 (DCCCXXVIII) fue un año bisiesto comenzado en miércoles del calendario juliano, en vigor en aquella fecha.

## Acontecimientos
- Es fundada la ciudad siciliana de Alcamo por el sarraceno Al-Kamuk.

## Nacimientos
- Abū Ḥanīfa Dīnawarī, erudita persa, considerado el fundador de la botánica árabe.

## Fallecimientos
- Abu-l-'Atahiya, poeta árabe, procedente del desierto iraquí.
- Idrís II, monarca de la dinastía idrisida.